# Tajana
Tajana je žensko osebno ime.

## Izvor imena
Ime Tajana je izpeljano iz ženskega imena Tajda.

## Pogostost imena
Po podatkih SURSa je bilo na dan 31. decembra 2007 v Sloveniji 56 oseb z imenom Tajana.